# ليا شوارتز
ليا شوارتز (بالإسبانية: Lia Schwartz)‏ هي ناقدة أدبية وكاتِبة أرجنتينية، ولدت في 1941 في محافظة كوريينتس في الأرجنتين.